# Monipite
La monipite è un minerale la cui descrizione è stata pubblicata nel 2009 in base ad una scoperta avvenuta nel meteorite Allende ed approvato dall'IMA. Il nome è stato attribuito in base ai simboli chimici degli elementi che lo compongono (Mo, Ni e P).
La monipite è l'analogo della barringerite contenente molibdeno e nichel al posto del ferro.

## Morfologia
La monipite è stata trovata sotto forma di un singolo granulo di forma irregolare di 1,3×2µm.

## Origine e giacitura
La monipite è stata scoperta esaminando il meteorite Allende, una condrite carbonacea che presenta inclusioni ricche di alluminio. È associata con apatite, tugarinovite e granuli di rutenio-molibdeno-nichel. Probabilmente si è formata per ossidazione di fosfuri di molibdeno e/o leghe ricche di fosforo durante la fase metasomatica durante la quale si sono mobilizzati calcio, molibdeno, ferro e forse nichel.